# Walnut (Kalifornia)
Walnut – miasto w Stanach Zjednoczonych, w stanie Kalifornia, w hrabstwie Los Angeles. W 2010 zamieszkiwało je 29 172 osoby. Miasto leży na wysokości 171 metrów n.p.m. i zajmuje powierzchnię 22,3 km².
Prawa miejskie uzyskało 19 stycznia 1959.